# منتخب فيجي لكرة القدم الشاطئية
منتخب فيجي لكرة القدم الشاطئية هو ممثل فيجي الرسمي في المنافسات الدولية في كرة القدم، وكرة قدم شاطئية
، يديريه اتحاد فيجي لكرة القدم.